# Parque Biblioteca Santo Domingo Savio
El Parque Biblioteca Santo Domingo Savio, anteriormente conocido como Parque Biblioteca España, recibió este último nombre en honor a España, cuyo gobierno ayudó a financiar el proyecto a través de la Agencia Española de Cooperación Internacional para el Desarrollo. Está situado en el barrio Santo Domingo Savio n.º 1 de la comuna 1 Popular de Medellín, sobre la carrera 33B entre calles 107 y 107C. Tiene un área de espacio público de 14 265 m² (1,4 ha) y de 3727 m² (0,4 ha) sus edificios. Forma parte del Sistema de bibliotecas públicas de Medellín —SBPM—. Fue inaugurado el 24 de marzo de 2007.
La biblioteca es conocida por su arquitectura. Sus tres edificios están diseñados para asemejarse a piedras negras que se iluminan por la noche. En 2008, el parque de la biblioteca ganó un premio a la mejor arquitectura del año en la Bienal Iberoamericana de Arquitectura y Urbanismo —BIAU— en Lisboa.
Fue diseñada por Giancarlo Mazzanti, un arquitecto colombiano que anteriormente había diseñado el parque biblioteca León de Grieff en el barrio La Ladera de la comuna 8 Villa Hermosa de Medellín.
Fue inaugurada el 24 de marzo de 2007 con la visita de los Reyes de España, Juan Carlos I de España y reina consorte de España Sofía de Grecia, princesa de Grecia y Dinamarca; durante la administración de Sergio Fajardo Valderrama. Este parque sobresalió por su arquitectura vanguardista y su objetivo de consolidarse como un ícono de modernidad y de integración social.

## Arquitectura

### Diseño
El planteamiento del parque biblioteca Santo Domingo Savio es obra de Giancarlo Mazzanti, arquitecto barranquillero que anteriormente había diseñado el parque biblioteca León de Grieff en el barrio La Ladera de la comuna 8 Villa Hermosa de Medellín.
La intención no fue únicamente la creación de un edificio, sino la elaboración de una geografía operativa que se inserte en el valle, funcionando como un sistema organizador del programa y del área circundante. Esto facilitará la visibilidad de las direcciones que, aunque a menudo quedan ocultas, se derivan de los contornos montañosos irregulares. Esta propuesta no se presenta como una metáfora, sino como una estrategia concreta para la organización del espacio en el lugar, con un edificio que se pliega y recorta, evocando la forma de las montañas.

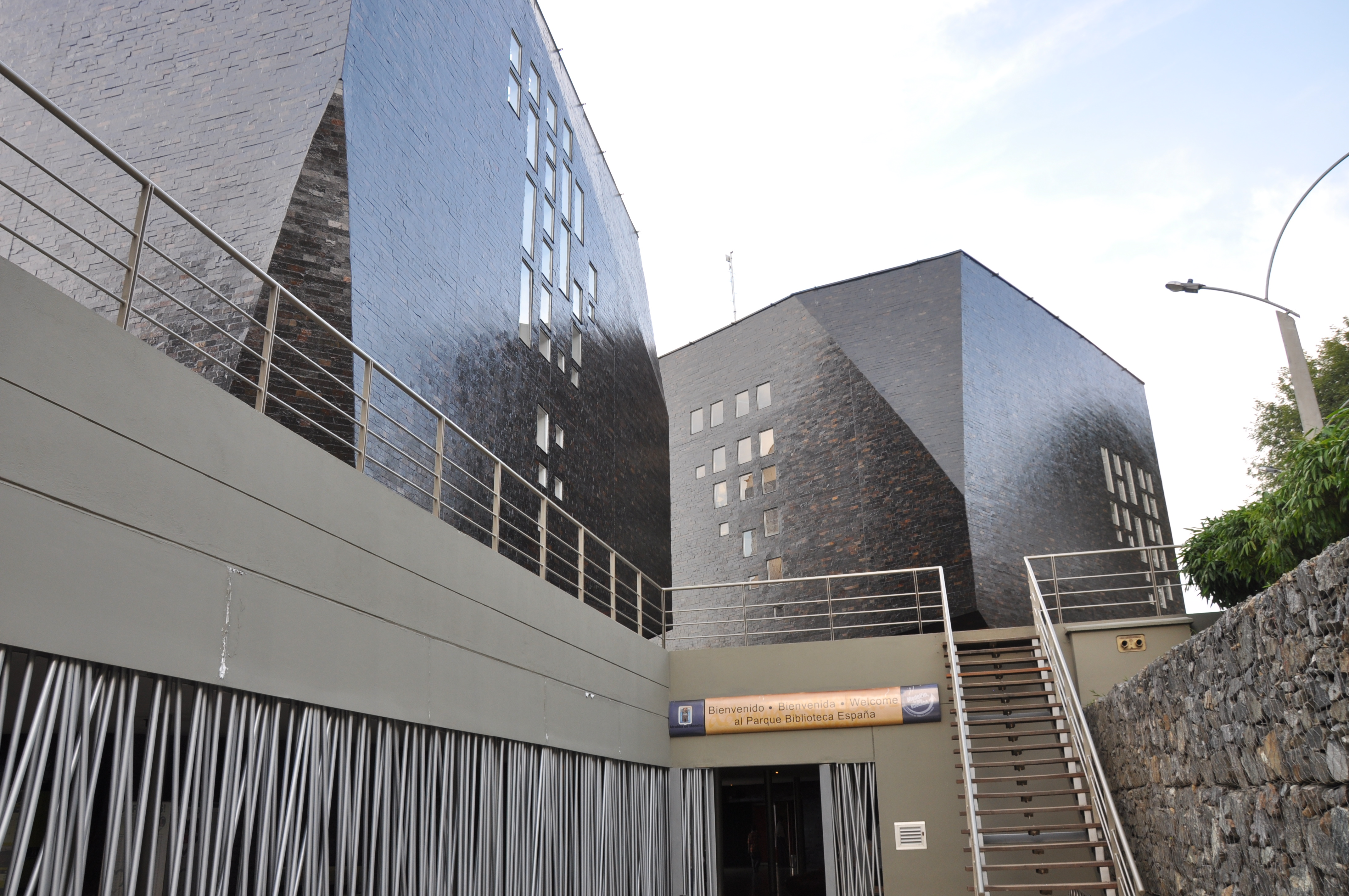
Accesos desde el Parque Biblioteca España.

La construcción de un edificio icónico que se distinga desde el valle fue solo una de las premisas; la otra fue diseñar un espacio que descontextualizara al usuario, sacándolo de su relación con el entorno de pobreza que lo rodea. Se pretendió crear una atmósfera cálida y de introspección, aprovechando la luz cenital que ingresa al interior, lo que favorece un ambiente adecuado para el estudio y la lectura. Así, el edificio se orienta de manera sutil hacia la ciudad, a través de pequeñas ventanas que insinúan su conexión con el valle, permitiendo que la luz penetre desde la parte superior. Luis Fernando González Escobar, arquitecto, ha señalado una serie de objeciones a esta perspectiva, sosteniendo que el parque biblioteca España está diseñado para ser visto y contemplado por la ciudad, pero no establece una relación con ella; por el contrario, la niega al permanecer en su autarquía espacial. Así, su arquitectura «imponente» resalta en demasía su exterioridad, su imagen, justificando sus formas con el paisaje rocoso del cerro de Santo Domingo Savio, en oposición a una estética popular del territorio y a las espacialidades bibliotecarias, comunitarias y públicas que han estado presentes en Medellín desde la década de 1950.
Cada torre tiene una altura específica para facilitar la inclusión de programas semejantes. Con este enfoque, se busca regular cada torre de manera que cada edificio se desempeñe en función de sus afinidades a lo largo de las 24 horas del día.

#### Premios
El diseño arquitectónico del parque biblioteca Santo Domingo Savio ha recibido los siguientes galardones y reconocimientos:
- Primer premio Concurso Público, Sociedad Colombiana de Arquitectos (2005)
- MoMA New York, colección permanente, Centre Georges Pompidou. CMOA (Pittsburg).
- Premio XVI Bienal Panamericana de Arquitectura (2008)
- Premio VI Bienal Iberoamericana de Arquitectura y Urbanismo(2008)
- Primer premio Lápiz de Acero Azul, categoría Diseño Arquitectónico (2008)

### Estructura

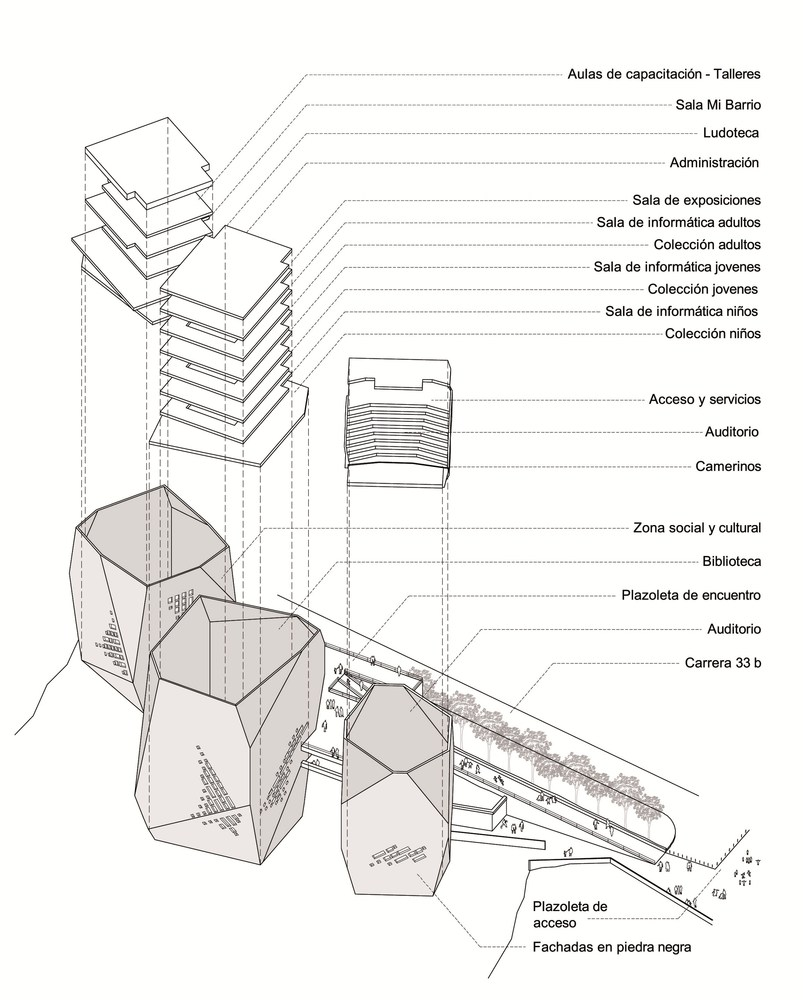
Proyecto y programa del Parque Biblioteca España

El diseño del proyecto se articula en dos componentes: el primero abarca rocas artificiales que se presentan como edificaciones verticales, distribuyendo el programa en tres bloques significativos: biblioteca, centro comunitario y centro cultural. El segundo componente se define como una plataforma que une los edificios. Esta plataforma, situada en la cubierta, se convierte en una plaza pública y un mirador hacia la ciudad.
Se estableció un sistema estructural clásico de concreto reforzado con arcos, que sostiene las lamas de la fachada.
Se creó un mecanismo de regulación térmica conocido como termosifón, que opera a través de un sistema de circulación de aire por medio de corrientes ascendentes: presión negativa. Este mecanismo se encarga de extraer el calor excesivo y optimizar el aprovechamiento de la energía solar. De este modo, se logra mantener temperaturas de comodidad durante todo el día. En la parte inferior del edificio, se instalaron rejillas que capturan aire fresco, mientras que en la parte superior se dispusieron marquesinas de vidrio que calientan el aire, generando una succión que facilita la circulación del aire frío por los espacios, permitiendo que el aire caliente sea desplazado a través de rejillas en la parte superior.
Se sugirieron pisos de vinilo en rollo en diversos colores y diseños, que definen áreas de aprendizaje. Se incorporaron láminas de vidrio laminado con resina de color en su interior para demarcar las zonas pedagógicas, además de acabados en madera tipo triplex.

#### Exterior

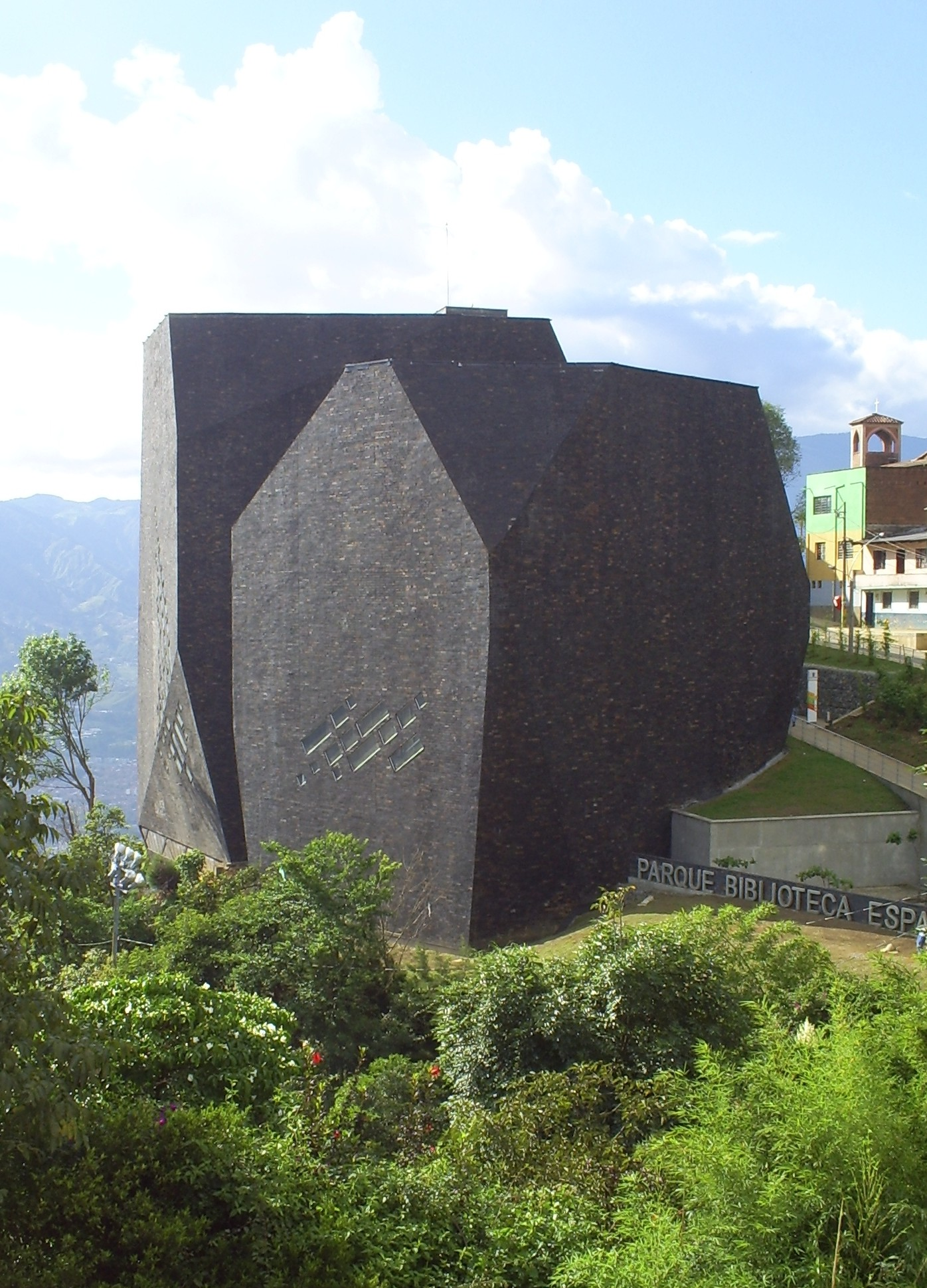
Costado sur del parque biblioteca Santo Domingo Savio.

Para la cobertura de la fachada exterior, se utilizaron lajas de pizarra negra que presentan un 30 % de óxido, las cuales se disponen sobre las láminas de cemento especialmente diseñadas para la elaboración de fachadas y muros interiores. En lo que respecta a los suelos, se utilizó madera tipo terraza y piedra. Los grandes paneles acrílicos en colores amarillo, verde y rojo señalan y enfatizan la función que se desarrolla en cada uno de los módulos.

#### Interior
En el diseño de los suelos interiores, se han incorporado elementos de piedra, que se entrelazan con vinilos de múltiples tonalidades. Para marcar las diferentes zonas pedagógicas, se han utilizado vidrios laminados con resinas de colores en su interior, además de distintos acabados en madera, como el que adorna parte de la biblioteca.

#### Edificios
La biblioteca consta de tres edificios interconectados, decorados en el exterior con baldosas de piedra oscura. Cada uno de los tres edificios alberga diferentes programas: la biblioteca, las salas de formación y el auditorio, que fue donado por el gobierno español a través de la Agencia Española de Cooperación Internacional para el Desarrollo quien donó un millón de euros aproximadamente. Los tres edificios están conectados por una plataforma. También se construyeron nuevos senderos y caminos cerca para conectar la biblioteca con el vecindario.

##### Centro cultural
Primer nivel: en éste se encuentra un salón polivalente, al que se accede mediante un vestíbulo de entrada, desde el cual son visibles las escaleras que llevan a los niveles superiores.
Segundo nivel: sala de computación.
Tercer y cuarto nivel: ambas plantas cuentan con extensos salones que se utilizan para conferencias, charlas, exposiciones y todo tipo de encuentros relacionados con la cultura y la erradicación de la exclusión social.

##### Biblioteca
Primer nivel: la biblioteca ocupa la totalidad de este nivel, el cual incluye una ludoteca diseñada para que los más jóvenes puedan adquirir conocimientos de manera lúdica. La recepción se sitúa cerca de la entrada de la Biblioteca.
Segundo nivel: en este espacio se estableció un salón denominado «Mi Barrio», destinado a que los habitantes del vecindario se reúnan para compartir diversas experiencias o perspectivas, así como para buscar soluciones en una área donde la pobreza y la violencia afectan a la mayoría de los residentes. En este mismo nivel, se instalaron tres tiendas.
Tercer nivel: esta planta se ha dividido en dos salones donde se ofrecen cursos de formación.
Cuarto nivel: un gimnasio ocupa el este piso del edificio.

##### Centro comunitario
Primer nivel:  a la izquierda del edificio central, se halla este volumen que su primer nivel contiene la cafetería y un auditorio con una capacidad para 179 asistentes.
Segundo y tercer nivel: en la segunda planta, que se asoma al auditorio, se ha dispuesto una tienda en el vestíbulo y se han instalado las dependencias encargadas de la operación de luces y sonido durante los eventos. La altura del auditorio se extiende hasta el tercer nivel, que finaliza con un techo acondicionado para su óptima funcionalidad.

## Historia

### Planeación
El Parque Biblioteca España fue concebido durante la administración del alcalde Sergio Fajardo Valderrama (2004-2007) como parte de su estrategia de «urbanismo social». Este modelo buscaba transformar las zonas más vulnerables de Medellín mediante la construcción de equipamientos culturales y educativos que integraran a las comunidades a la vida urbana y fomentaran el desarrollo humano.
El Proyecto Urbano Integral Nororiental —PUI Nororiental— fue una iniciativa de la ciudad para mejorar la infraestructura en las dos zonas más pobres del noroeste. Se planeó un esquema para cinco parques de bibliotecas, el cuarto de los cuales se construyó y el más famoso de los cuales hoy es la Biblioteca España. Las otras bibliotecas agregadas como parte del programa de desarrollo educativo de la ciudad y los esfuerzos de reurbanización incluyeron los parques biblioteca León de Greiff, San Javier, Belén y La Quintana. Después del programa inicial de 2009, se agregaron otras cinco bibliotecas al plan para 2011, para un total de diez parques de bibliotecas.
La confrontación inicial que enfrentó el proyecto del parque biblioteca España en su búsqueda de ubicación se dio entre las perspectivas del espacio de los planificadores, expertos y autoridades gubernamentales, y un espacio social que los moradores han cultivado durante cuatro décadas en el cerro Santo Domingo Savio, donde se destacan prácticas espaciales como la autoconstrucción y los convites para la edificación de viviendas y equipamientos urbanos. La visión de planificación, que combina conocimientos de arquitectura e ingeniería, genera una racionalidad basada en múltiples lógicas. Una de estas lógicas aborda la relación entre la sociedad y la naturaleza, planteando la cuestión de «qué papel desempeña ese mundo comúnmente visto como extremo —la naturaleza— en las dinámicas sociales y en la estructuración del espacio social». En este sentido, se puede afirmar que el Plan Municipal de Bibliotecas, como documento que articula los criterios, ideales y objetivos del concurso público que dio origen al Parque Biblioteca España, concibe el cerro Santo Domingo Savio como un paisaje natural carente de actividad humana, un espacio rústico por explorar y un territorio sin habitantes. Por ende, se presenta como un receptáculo o espacio geométrico que será intervenido a través de una planificación que busca su conservación ecológica, la creación de espacios públicos y el establecimiento de un destino turístico.

### Concurso público
El Parque Biblioteca España fue el resultado de un concurso público lanzado por la alcaldía de Medellín, en conjunto con la Empresa de Desarrollo Urbano –EDU– y con la asesoría de la Sociedad Colombiana de Arquitectos de Antioquia —SCA—. Este concurso, que se hizo público en mayo de 2005 a través de la prensa local, nacional e internacional, tuvo como ganador al arquitecto Giancarlo Manzzati.
El programa del concurso requería la creación de un edificio que integrara diversos servicios, tales como una biblioteca, aulas de capacitación, una sala de exposiciones, espacios administrativos y un auditorio, todo en un único volumen que promoviese la integración social.
La propuesta ganadora de organización sugerida consistió en segmentar el programa en tres grupos: la biblioteca, las aulas y las áreas de capacitación, y el auditorio, los cuales se conectan a través de una plataforma inferior. Esta disposición favorece una mayor flexibilidad y autonomía en el uso de los espacios, promoviendo una participación más activa de la comunidad y permitiendo que cada volumen opere de forma independiente.

### Diseño
La biblioteca fue diseñada por Giancarlo Mazzanti, arquitecto barranquillero que anteriormente había diseñado el parque biblioteca León de Grieff en el barrio La Ladera de la comuna 8 Villa Hermosa de Medellín. Se terminó en 2007, después de que los planos fueran aprobados en 2005. El área de construcción fue de 5 500 metros cuadrados, con una superficie construida final de 3 727 metros cuadrados. La construcción de la biblioteca costó $15 152 millones de pesos.
La biblioteca consta de tres edificios interconectados, decorados en el exterior con baldosas de piedra oscura. Cada uno de los tres edificios alberga diferentes programas: la biblioteca, las salas de formación y el auditorio, que fue donado por el gobierno español a través de la Agencia Española de Cooperación Internacional para el Desarrollo quien donó un millón de euros aproximadamente.  Los tres edificios están conectados por una plataforma. También se construyeron nuevos senderos y caminos cerca para conectar la biblioteca con el vecindario.
Expertos en disciplinas como la arquitectura, la ingeniería y la geología realizaron un estudio sobre las consecuencias, beneficios y desafíos que planteaba este proyecto. Para los geólogos e ingenieros, a pesar del riesgo geológico del cerro y los constantes deslizamientos en la ladera nororiental, este sitio era el que generaba el mayor impacto social y político, aunque fuese necesario perforar dieciséis metros hasta alcanzar un suelo sólido. Desde la perspectiva del arquitecto diseñador, el principal reto es «diseñar y regularizar todas esas geometrías de planos inclinados y faceteados; este edificio enfrenta dos retos: uno es contener la tierra y el otro cimentarse».
En relación con el objetivo del plan municipal de bibliotecas, que persigue la recuperación y mitigación del riesgo ambiental en el cerro Santo Domingo Savio a través del parque biblioteca España, se generó una tensión debido a su tamaño, superficie y costo, en contraste con los procesos de construcción social del hábitat que las comunidades han desarrollado a lo largo del tiempo, con el respaldo de la academia y diversas organizaciones no gubernamentales. Los líderes abogaron por una planificación local que fuera participativa, efectiva y democrática, que considerara las necesidades y prioridades del territorio. En contraste, los moradores de las viviendas que se proyectaba demoler exigían precios justos. Este evento se manifestó como una concreción de la expresión que habitualmente acompañaba al movimiento de los vecinos, realizado en el 2014, y a las reivindicaciones por el derecho a la ciudad en la Medellín contemporánea:
| Las laderas de Medellín no somos zona de alto riesgo, sino de alto costo. ¡Exigimos plan de gestión y mitigación del riesgo! |

Rosalba Cardona, líder del barrio, se interrogaba acerca de esta paradoja: «¿Cómo no fue un riesgo construir una estructura tan pesada como la Biblioteca en el mismo lugar? Este no es un lugar de alto riesgo, sino de alta inversión».

### Adquisición de predios
En 2005, el gobierno municipal compró aproximadamente 126 viviendas populares, que fueron demolidas después. Este suceso es interpretado de diversas formas por los urbanistas y los residentes; los primeros lo consideran un asentamiento informal e ilegal, mientras que los segundos sostienen que la intervención provocó un proceso de desterritorialización, en el que muchas veces no se atendieron las demandas de los ciudadanos obligados a dejar su hogar y su territorio.
La demolición de espacios llevó a que en 2006 los propietarios de las viviendas amenazadas se encadenaran y se pusiesen en huelga de hambre, reclamando la participación de la comunidad en las decisiones gubernamentales y defendiendo su derecho a decidir sobre los proyectos urbanos que se debían llevar a cabo y su localización.De su parte, el gobierno municipal llevó a cabo un conjunto de estrategias políticas y jurídicas con el objetivo de continuar la construcción y atender las inconformidades. Mientras se adquirían las viviendas mediante distintas figuras legales, se desplegaron tácticas políticas y mediáticas. Igualmente, se crearon comisiones de negociación con el respaldo de la arquidiócesis de Medellín y la Pastoral Social.
Una de las tácticas adoptadas fue la invocación de la cultura, el acceso a la información, la lectura y el espacio público como derechos colectivos, considerados superiores a las demandas de los habitantes por la restitución del derecho a la vivienda o la permanencia en su único hogar. Esto ilustra un uso estratégico del marco legal.
Una de las estrategias de la Empresa de Desarrollo Urbano –EDU– fue la organización de «talleres de imaginarios», que tenían como finalidad consultar a los pobladores acerca de los servicios, programas y actividades que deseaban para el parque biblioteca Santo Domingo Savio. Sin embargo, esta iniciativa pasó por alto un derecho que estaba en disputa: el derecho de los ciudadanos a decidir sobre las intervenciones en su territorio, de acuerdo con sus propias necesidades y deseos. En consecuencia, los habitantes vieron este ejercicio como una forma de legitimación de una planificación jerárquica y autoritaria.

### Construcción
La edificación del parque biblioteca comenzó en marzo de 2005, bajo la dirección de la Empresa de Desarrollo Urbano —EDU— y con la participación de la empresa Arquitectura y Concreto S. A. S., dirigida por Jorge Ernesto Bacci, fue la encargada de llevar a cabo la construcción, siguiendo el diseño de Giancarlo Mazzanti. Por su parte, Ingeniería Estructural S.A.S. se ocupó de los diseños estructurales, y A. C. I. Proyectos S. A. S. asumió la función de interventoría.
En 2006 se firmó el contrato interinstitucional número 351-06 de 2006 del 6 de mayo de 2006 para la construcción del Parque Biblioteca España. En septiembre: EDU contrata a nuevos supervisores para las obras, con una inversión inicial de COP $15 152 millones. En noviembre se presentan avances significativos en la estructura y, finalmente en diciembre finaliza la construcción del Parque Biblioteca España.

### Inauguración

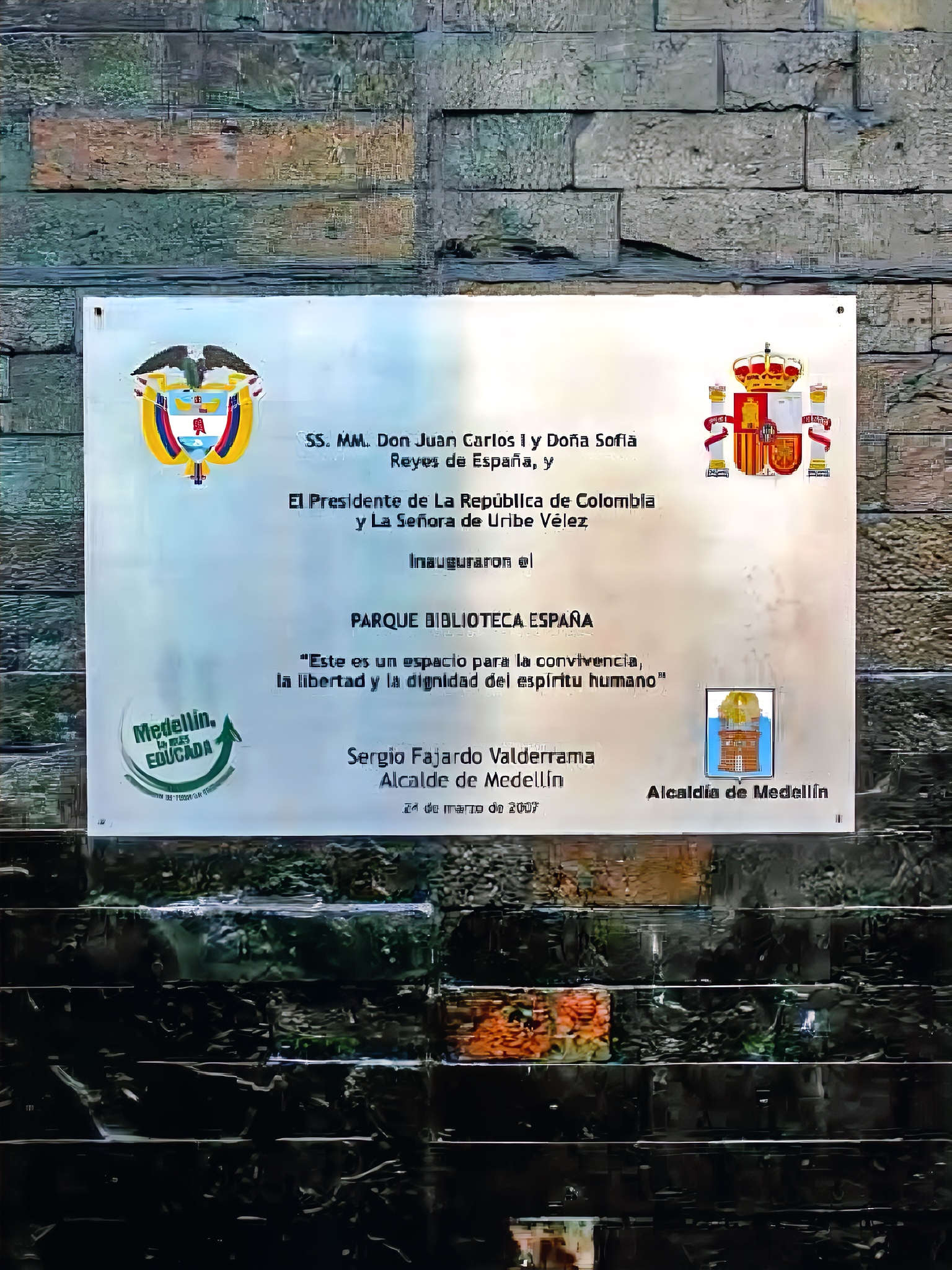
Placa conmemorativa de la inauguración del Parque Biblioteca España.

Las tensiones asociadas a la construcción en un cerro que alberga residencias y familias fueron encubiertas casi como por encanto gracias a la difusión mediática. En pleno proceso de edificación y a pocos días de la inauguración, el alcalde Sergio Fajardo Valderrama y el secretario de cultura ciudadana, Jorge Humberto Melguizo, plantearon, a través del acuerdo municipal número 2 de 2007, propusieron la modificación del nombre del parque biblioteca Santo Domingo Savio por el de parque biblioteca España. Las razones aducidas se orientaban a realizar un homenaje a una «nación que ha contribuido a nuestra ciudad en diferentes dimensiones sociales, económicas, políticas y culturales».

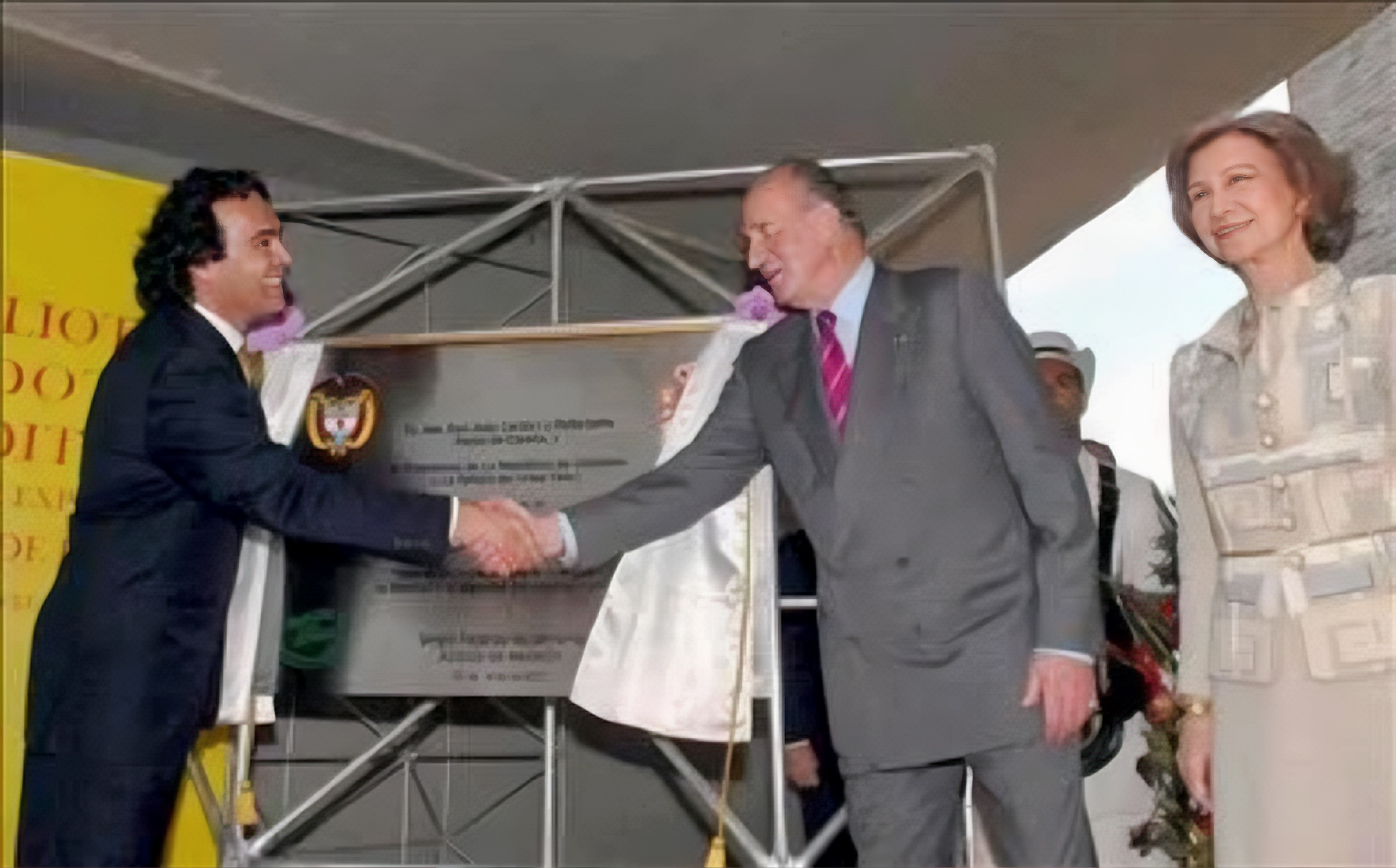
Inauguración del Parque Biblioteca España en Medellín el 24 de marzo de 2007 con la presencia de los Reyes de España, Juan Carlos I y Sofía, junto al alcalde Sergio Fajardo Valderrama.

El Parque Biblioteca España, ahora llamado Parque Biblioteca Santo Domingo Savio, se inauguró el 24 de marzo de 2007 como parte de un proyecto de urbanismo social para mejorar una zona vulnerable de Medellín. La ceremonia contó con la presencia de los Reyes de España, Juan Carlos I de España y la reina consorte de España Sofía de Grecia, princesa de Grecia y Dinamarca, quienes donaron 108 computadores para apoyar las actividades educativas y culturales del espacio. Este evento simbolizó un cambio positivo en la vida de los habitantes de la Comuna 1 Popular. Los reyes, junto al presidente colombiano Álvaro Uribe y el alcalde Sergio Fajardo, llegaron en Metrocable, destacando la transformación urbana. La biblioteca fue vista por la comunidad como una luz de esperanza tras años de violencia.

### Fallas estructurales
Desde su apertura al público, los desprendimientos del enchape de la biblioteca han sido un inconveniente constante; sin embargo, en abril y agosto de 2013, la situación se agravó sin razón aparente y afectó zonas más amplias. «En 2009 se llevó a cabo un mantenimiento y una impermeabilización con garantía hasta 2014, por lo que el problema no se debe a una falta de cuidado», sostuvo Claudia Patricia Restrepo, ex vicealcaldesa de Educación, Cultura, Participación, Recreación y Deporte de Medellín.
Los problemas en la fachada y los desprendimientos de loza se manifestaron claramente en septiembre de 2013, cuando el distrito de Medellín encomendó un estudio de patología, vulnerabilidad y propuesta de intervención y reparación del sistema de fachada del parque biblioteca España; a través de la Secretaría de Cultura Ciudadana, perfeccionado por el contrato número 747 de 2013 entre la Biblioteca Pública Piloto, la Universidad Nacional de Colombia; y el distrito. Las deducciones de la contraloría fueron las siguientes:
1. El Constructor Arquitectura y Concreto S. A. S. no cumplió completamente con los lineamientos arquitectónicos y estructurales de los diseños, y esto fue permitido por A. C. I Proyectos S. A.
2. Parte de los cambios entre diseño y obra se consultaron con la Empresa de Desarrollo Urbano —EDU— y agentes de la Alcaldía de Medellín, quienes los aprobaron. Sin embargo, no se anunció al diseñador de la obra, omitiendo su opinión técnica.
3. Los errores en las decisiones al cambiar diseños pueden haber surgido por la prisa o falta de habilidad técnica. La EDU y la municipalidad deben considerar esto al ejecutar nuevos proyectos, mejorando su proceso de reclutamiento de personal con experiencia y conocimientos técnicos.
4. Es un hecho evidente el mal archivo y recaudo de planos de registro por parte de la EDU y la municipalidad. Esta Contraloría ya ha detectado esta falla antes, lo que tiene consecuencias negativas en el seguimiento y mantenimiento de las obras ejecutadas. No es extraño que, a pesar de los planos, estos no coincidan con las obras entregadas, perdiendo su propósito. Es necesario que la Alcaldía y la EDU tomen medidas para evitar que esto vuelva a ocurrir.
5. Es obligación de las entidades ejecutoras realizar seguimiento a la estabilidad y calidad de las obras entregadas. En este caso, la obra mostró fallas en las fachadas e impermeabilización, que se solucionaron con procesos de garantía u obras complementarias. Un diagnóstico preciso y a tiempo podría haber permitido detectar problemas antes de iniciar nuevas obras y así evitar la caducidad de acciones fiscales y civiles para reparar el daño a la municipalidad.

Ante la posibilidad de la prevención de los problemas estructurales de la fachada y según lo expuesto por Gloria Arias, ingeniera y representante de la firma constructora Arquitectura y Concreto S.A.S., el arquitecto Giancarlo Mazzanti no llevó a cabo un diseño de impermeabilización para la fachada. Esto llevó a que, a través de diversas cartas, manifestaran su preocupación a la EDU por la ausencia de tales diseños y propusieran una recomendación de impermeabilización que había sido exitosa en la Biblioteca Temática EPM, sugiriendo su implementación en la Biblioteca España. El informe presentado por la constructora a la Contraloría revela que Arquitectura & Concreto había señalado previamente las fallas en la impermeabilización durante la construcción, pero la EDU omitió estas advertencias, alegando que las soluciones propuestas conllevaban mayores costos y tiempos de ejecución.
Ante esta circunstancia, Carlos Mario Rodríguez, quien era gerente de Diseño Urbano de la EDU en ese momento, declaró que no es cierto que se omitiese la recomendación de la constructora. Cuando la firma presentó todos los elementos para modificar la estructura de la fachada, estos fueron aceptados. Los problemas surgieron por esos cambios propuestos que fallaron, como se ve en la condición de la Biblioteca.
Ante esto, Arias mencionó que hay pruebas que refutan las afirmaciones falsas contra la constructora. Una de ellas es la declaración del arquitecto Giancarlo Mazzanti, quien previamente había dicho que el proyecto ejecutado no coincide con los diseños. Sin embargo, en una carta del 4 de junio de 2008, Mazzanti afirmó que el proyecto construido es exactamente igual a los planos.
Trece meses más tarde, en febrero de 2014, el Centro para las Investigaciones Sísmicas de la Universidad Nacional, ubicado en Medellín, llevó a cabo un diagnóstico detallado, concluyendo que la fachada no cumplía con los diseños estructurales previstos.

### Intervención y repotenciación
En septiembre de 2015, fue celebrado el contrato número 4600062238 de 2015 cuyo objeto fue la intervención y repotenciación de la estructura y construcción de fachada del parque biblioteca España y obras complementarias. Incluye actualización de diseño de redes y su instalación, adjudicado al Consorcio Obras Medellín 2015 integrado por LAB Construcciones S.A.S. con una participación del 50 % y la Constructora CREARQ S.A.S. con una participación de 50 %, por un monto inicial de $9 746 051 513 pesos colombianos por un plazo inicial de 16 meses. Y el contrato número 4600062119 con el objeto de interventoría a la intervención y repotenciación de la estructura y construcción de fachada del Parque Biblioteca España y obras complementarias. Incluye la interventoría a la actualización de diseño de redes y su instalación, adjudicado a Civing Ingenieros Contratistas S. en C., por un monto inicial de $969 422 069 pesos colombianos por un plazo inicial de 17 meses. Contrato en el cual el consorcio se comprometió a terminar la labor para el 14 de diciembre de 2016.
En noviembre de ese mismo año, la Secretaría de Infraestructura de Medellín ordenó la suspensión del contrato debido a un incumplimiento. Luego, un informe de la Contraloría, que se hizo público en enero de 2017, indicó que el avance del proyecto era apenas del 5,96 %, y que la facturación total alcanzó solo los $580 millones.

### Cierre
El cierre de los edificios del parque biblioteca fue resultado de un proceso largo. En octubre de 2013, la Universidad Nacional de Colombia, sede Medellín, fue contratada para analizar la construcción, recolectar muestras de los materiales de la fachada y reconstruir el proceso de edificación. El estudio buscaba encontrar las causas del deterioro y las mejoras necesarias. En ese año, Comfama dejó de operar en los Parques Biblioteca; por lo que el Sistema de Bibliotecas Públicas de Medellín y la Alcaldía de Medellín asumieron su gestión.
Aunque se intentó preservar la obra a través de reparaciones, que tenían un plazo de 16 meses para su ejecución, se descubrió que requería una intervención más profunda. En consecuencia, el 27 de agosto de 2015, se optó por clausurar la obra. Desde entonces, varias organizaciones han considerado distintas posibilidades para reactivar las tres torres negras que funcionaban como una biblioteca, un auditorio y un área para actividades de servicios comunitarios.

### Impacto del cierre
El cierre del dejó a la zona 1 nororiental sin acceso a la sala de lectura, el salón de eventos, las aulas de informática con acceso a internet, además de los cursos de alfabetización digital, talleres, conferencias y actividades recreativas que se organizaban en la Biblioteca España, diseñadas para promover la inclusión social y el acceso a la cultura en las zonas más desfavorecidas de la ciudad, lo que generó nuevas tensiones y quejas en la comunidad, convirtiéndose en un tema de debate a nivel local y nacional. Se cuestionó la inversión de fondos públicos en un edificio cerrado ocho años después de su inauguración. Esta situación brindó una oportunidad para la ciudad, para el Sistema de Bibliotecas Públicas de Medellín —SBPM— y, sobre todo, para los habitantes de la zona nororiental, fomentando la creatividad entre bibliotecarios y el personal administrativo del SBPM. Se desarrolló la biblioteca itinerante «Parque al Barrio», un proyecto del Parque Biblioteca España Santo Domingo Savio en colaboración con organizaciones sociales y académicas de la zona, un reto que se asumió en 2015 tras la decisión de inhabilitar temporalmente el edificio.
En 2016, a pesar de las serias dificultades y del estado deplorable del edificio, ese espacio continuó desempeñando un papel crucial en el aprendizaje y el desarrollo cultural de la comunidad, y se dieron los primeros pasos hacia la reparación de dicha infraestructura.

### Estrategia de «Parque al Barrio»
La mencionada estrategia, iniciativa de los funcionarios del Sistema de Bibliotecas Públicas de Medellín y del parque biblioteca, pretendía asegurar la continuidad de las actividades que se llevaban a cabo en las instalaciones del parque biblioteca, trasladándolas a ubicaciones no tradicionales dentro de los barrios de la zona nororiental. Este enfoque buscaba descentralizar los servicios en el espacio público, utilizando como puntos de referencia el Proyecto Urbano Integral —PUI—, con base en esto último, en la estrategia se incluyeron las oficinas de Intervenciones en Centros de Desarrollo Empresarial Zonal —CEDEZO—, la Casa de la Justicia y colegios, así como las sedes de diversas organizaciones sociales, como puntos de operación.

### Procesos legales y administrativos
Tras el cierre, se iniciaron múltiples procesos legales para determinar responsabilidades por las fallas estructurales. En el mes de febrero de 2017, la Contraloría General de Medellín se pronunció sobre las obras de reparación de la fachada del Parque Biblioteca España, enfocándose especialmente en las causas que justificaron la necesidad de llevar a cabo dichos trabajos.
En ese periodo, la entidad de control fiscal indicó que las razones detrás de los daños estructurales que llevaron al cierre de la Biblioteca incluían, entre otros aspectos, la falta de adherencia de la constructora Arquitectura y Concreto S. A. S. a los lineamientos arquitectónicos y estructurales presentes en los diseños de la obra.
Según la Contraloría de Medellín, la conducta en cuestión fue aprobada o tolerada por A. C. I Proyectos S. A. S., que realizó la interventoría, junto con los supervisores de la obra, la Empresa de Desarrollo Urbano —EDU— y la Alcaldía de Medellín; no obstante, el diseñador no fue consultado, lo que implica una omisión en el proceso de toma de decisiones.
La Contraloría subrayó, por otra parte, la existencia de un manejo deficiente de los planos de registro archivados, lo que, de acuerdo con esta entidad, ocasionó consecuencias desfavorables para el seguimiento y la conservación de las obras contratadas, ejecutadas y entregadas. Esto habría impedido la identificación de problemas en la fachada, la culminación de obras complementarias, los trabajos de repotenciación y la prevención de la caducidad de las acciones orientadas a subsanar el daño fiscal y civil a Medellín.
Una de las dimensiones de esta investigación es la supuesta pérdida de los planos de registro de la obra. Estos documentos incluyen especificaciones de construcción y detalles sobre cambios y finalización. Según afirmó Juan Martín Salazar, subsecretario de Planeación e Infraestructura Física de Medellín, estos planos no están en la EDU donde deberían estar: «los únicos planos que tenemos son los planos del diseño inicial. Yo no sé dónde están. Hemos hecho una investigación exhaustiva, he consultado a las curadurías, a la EDU, a los archivos generales, en todas partes, y esos planos records no están y eran responsabilidad de la constructora del proyecto y de la interventoría que debía exigirlos, además también por parte de la EDU. Lo que hemos concluido es que esos planos no se ejecutaron nunca. No que estén perdidos o guardados en alguna parte, sino que nunca se hicieron».
Sin embargo, la firma constructora Arquitectura y Concreto S.A.S. se defendió diciendo que entregó los planos requeridos a la EDU, con documentación que lo respalda. Señaló que la responsabilidad de los planos no era solo de la constructora, sino de todo el equipo involucrado, incluido el arquitecto Giancarlo Mazzanti y la firma interventora ACI Proyectos. Gloria Arias, ingeniera de la constructora, afirmó que los planos se entregaron y que si se perdieron en la EDU es un asunto distinto.
Carlos Mario Rodríguez, exgerente de Diseño Urbano de la EDU, comentó que los planos de registro fueron entregados, aunque no sabe por qué no están en los archivos de la EDU ahora. «Allá se supone que están. Yo tengo una copia digital pero no la puedo entregar a los medios porque hace parte de los documentos que demuestran que nosotros para ese entonces actuamos a cabalidad con estipulado».
En 2017, la Secretaría de Infraestructura de Medellín, tras un exhaustivo proceso de investigación, detectó irregularidades que suman un total de 2 mil 700 millones de pesos colombianos. Estas irregularidades correspondieron al consorcio Obras Medellín 2015, encargado de las reparaciones de la Biblioteca España, luego de que se identificaran serias fallas estructurales. Al evaluar la situación de la obra, se solicitó su reconstrucción y mejora. Según Paula Andrea Palacio, secretaria de Infraestructura, el contratista recibió un anticipo que debía ser respaldado con facturas, tal como lo exige la normativa para comprobar el uso de esos recursos. «Este contratista no justificó adecuadamente estos gastos, presentando solo mil cien millones de pesos, a pesar de haber recibido un anticipo de 3 800 millones», afirmó la funcionaria. El consorcio fue suspendido, ya que no comunicó la necesidad de realizar estudios de sismorresistencia, lo que resultó en la paralización de la obra.
Para 2018 se encontraban en curso dos demandas en el Consejo de Estado de Colombia que sumaban un total de 38 mil millones de pesos colombianos, dirigidas contra Giancarlo Mazzanti & Arquitectos Ltda, Ingeniería Estructural S.A.S, Arquitectura y Concreto S.A. y ACI Proyectos S.A. La primera iniciativa fue implementada por la Empresa de Desarrollo Urbano —EDU— por un total de 11 mil 42 millones de pesos colombianos, misma que fue apelada ante el Consejo de Estado por parte de los demandados. La segunda medida fue implementada por el Municipio de Medellín y la Biblioteca Pública Piloto, por un valor de 27 mil 197 millones de pesos colombianos. Desde el 16 de noviembre de 2017, este caso se encontraba en el Consejo de Estado, donde se anticipaba una resolución respecto al recurso de apelación presentado por los demandantes.
En 2019, la Contraloría Distrital de Medellín abrió un proceso de responsabilidad fiscal contra el consorcio Obras Medellín 2015 por el uso incorrecto del anticipo de 3 000 millones de pesos colombianos que le fue asignado para ejecutar ese proyecto.
En 2021, la Fiscalía General de la Nación estuvo indagando sobre el comportamiento de Sergio Fajardo en el contexto de esta obra, considerando que en ese periodo ejercía como alcalde de Medellín y fue quien inauguró esta notable infraestructura.
En 2023, la Contraloría de Medellín, tras un fallo de primera instancia que fue validado, consiguió recuperar $4 473 millones de pesos para la ciudad. Esta recuperación se originó en juicios de responsabilidad fiscal debido a algunas irregularidades detectadas en la gestión de un anticipo por parte del Consorcio Obras Medellín 2015, en el contexto del contrato para la «intervención y repotenciación de la estructura y construcción de la fachada del parque Biblioteca España, así como de obras complementarias». Esta suma fue cubierta por Seguros del Estado y Compañía Mundial de Seguros, dado que el consorcio ya no se encontraba operativo.
Como parte del seguimiento a la remodelación del Parque Biblioteca Santo Domingo Savio, la Comisión Accidental del Concejo de Medellín realizó una serie de reuniones entre abril y noviembre de 2024. Estas sesiones se centraron en supervisar la ejecución de recursos, garantizar el cumplimiento de los plazos y atender las inquietudes de la comunidad. La primera reunión tuvo lugar el 10 de abril en la sede de la Junta de Acción Comunal Santo Domingo Savio N.° 1 y reunió a líderes comunitarios y representantes del proyecto. Posteriormente, el 28 de junio y el 13 de septiembre, se llevaron a cabo encuentros adicionales en el mismo lugar, coordinados por el concejal Farley Jhaír Macías Betancur. Aunque la reunión programada para el 27 de septiembre fue cancelada, el proceso continuó con una sesión clave el 7 de noviembre en el salón múltiple, donde se discutieron avances significativos y se consolidaron compromisos. Este ciclo de reuniones subraya el compromiso tanto del Concejo como de la comunidad en la supervisión de este emblemático proyecto cultural.
El 9 de enero de 2024, mediante el Acta de Sesión Plenaria n.º 5, el Concejo de Medellín aprobó la creación de una Comisión Accidental para el seguimiento de la remodelación del Parque Biblioteca España, ubicado en el barrio Santo Domingo Savio, Comuna 1 Popular. Esta iniciativa, registrada bajo el Consecutivo CA-65-2024, fue promovida por la bancada del Partido Liberal Colombiano, representada por el concejal Farley Jhaír Macías Betancur. La comisión tiene como propósito supervisar la ejecución de los recursos, el cumplimiento de los términos establecidos y abordar problemáticas recurrentes como las irregularidades en la remodelación, desviación de recursos, retrasos en los plazos estipulados y el impacto negativo en la percepción comunitaria. La creación de esta comisión resalta la importancia de garantizar la transparencia y eficiencia en la gestión de recursos públicos, además de asegurar la calidad de las obras y fortalecer la confianza entre la comunidad y las autoridades locales.

### Plan de recuperación
En noviembre de 2019, la alcaldía formalizó un contrato para llevar a cabo estudios y diseños destinados a la recuperación de este espacio. Posteriormente, en 2020, se sometió a la Curaduría la solicitud correspondiente para la obtención de la licencia de construcción, con el propósito de iniciar los trabajos que se espera finalizar en el presente año.
En julio de 2021, el Concejo de Medellín aprobó vigencias futuras por un monto de $10 800 millones de pesos colombianos para los trabajos de reparación de la biblioteca de acuerdo a las normas colombianas de sismoresistencia, sumándose a los $20 000 millones de pesos asignados para ese año, totalizando una inversión de $30 800 millones de pesos. La Alcaldía de Medellín llevó a cabo la firma de un nuevo contrato destinado a la reconstrucción de la Biblioteca España, con un valor inicial de 28 000 millones de pesos colombianos. A medida que se realizaron adiciones al contrato, el costo total se incrementó, alcanzando cifras que varían entre $50 000 millones y $60 000 millones de pesos. Dichas adiciones incluyeron: ampliación del área construida del 32,53 % de su área inicial pasando de 3 727 a 4 479 metros cuadrados aproximadamente. Natalia Urrego, quien dirigía la entidad para ese entonces, explicó que se implementarán demoliciones parciales y se ampliarán las áreas de atención. En cuanto al espacio público, Urrego aseguró al medio que se invertirán $8 000 millones en obras destinadas a la mejora paisajística y la estabilización de laderas. En cuanto a la apariencia de la biblioteca, la Secretaría de Infraestructura Física de Medellín comunicó que la fachada estaría elaborada con concreto reforzado con fibra de vidrio, lo que contribuirá a una regulación óptima de la temperatura y la iluminación.

### Reconstrucción del parque biblioteca

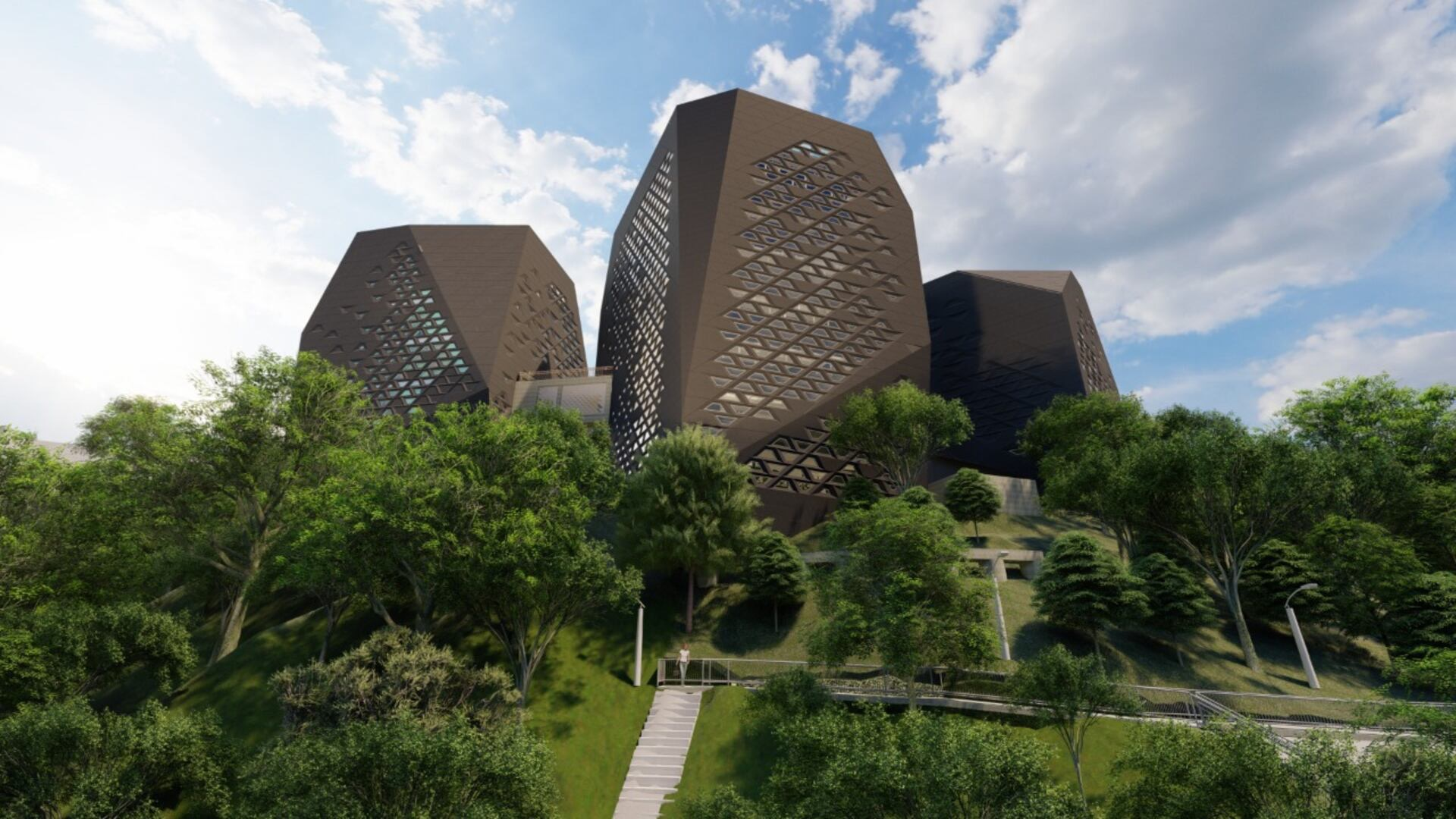
Renovación y futuro del parque biblioteca Santo Domingo Savio.

En la tarde del 22 de diciembre de 2021, la Secretaría de Infraestructura Física de la ciudad asignó el contrato de restauración a la empresa IDC Inversiones, que contará con un año, a partir del 1 de enero de 2022, para completar el trabajo. El costo total del proyecto se ha fijado en 3 800 millones de pesos colombianos, que serían financiados con recursos locales.
En el mes de enero de 2022, la alcaldía de Medellín dio a conocer el inicio de las obras destinadas a la reapertura de la biblioteca, en un proyecto que implicó una inversión de más de $30 mil millones. Se proyectó la reapertura del parque biblioteca para finales de este año aunque no fue posible.
En mayo de 2022 se informó que el proyecto tendría un enfoque simbólico basado en el kintsukuroi —técnica japonesa para reparar con oro fracturas en la cerámica—. Este criterio buscó resignificar las «cicatrices» del parque biblioteca como parte de su historia y memoria colectiva; la reparación como un acto de demostración de capacidad de adaptación, resistencia y fortaleza. En noviembre, el avance de la obra alcanzó el 30 %. Las autoridades confirmaron que el proyecto estaría listo para 2023 y que incluiría nuevas áreas culturales y tecnológicas.
En enero de 2023, la Alcaldía de Medellín informó que la reconstrucción del Parque Biblioteca España presentaba un avance del 50 %.  Se completó el sistema de cimentación para los tres edificios que conformarán el nuevo parque biblioteca. Se proyectó que la obra estaría terminada en el segundo semestre de 2023. En marzo el nuevo edificio de la Biblioteca España contaría con un área de 5 208 metros cuadrados, incluyendo plataformas, miradores, rampas, senderos y escaleras, lo que representa un aumento del 35 % en el área construida. Una vez terminada, se esperaba que recibiese más de 645 000 visitantes al año. Finalmente en diciembre la Contraloría Distrital de Medellín recuperó $4 473 949 164 pesos correspondientes a un anticipo mal manejado por el Consorcio Obras Medellín 2015. Este monto fue recuperado mediante compañías aseguradoras como Seguros del Estado y Compañía Mundial de Seguros, tras un proceso de responsabilidad fiscal iniciado en 2019.
En el mes de septiembre de 2024, la restauración, dirigida por el ingeniero de la Secretaría de Infraestructura de Medellín Jaime Andrés Naranjo Medina, informó que el edificio 1 del parque biblioteca, estaba completamente finalizada, alcanzando el 100 % de avance. El edificio 2 se encontraba al 92 %, mientras que el edificio 3 tenía un progreso del 57 %.

### Renombramiento
En junio de 2021 la Secretaría de Cultura Ciudadana, en conjunto con la comunidad, lanzaron el proceso de consulta ciudadana para el cambio de nombre del parque biblioteca, como respuesta a las tensiones históricas por la imposición del nombre «Parque Biblioteca España», La decisión de cambiar el nombre se enmarcó en un proceso de reivindicación histórica con respecto al barrio, sugiriendo un cambio en este espacio comunitario. Los concejales que presentaron el proyecto de acuerdo manifestaron que los valores y la identidad comunitaria fueron la motivación predominante.
El Concejo Distrital de Medellín, en un segundo debate, se decidió aprobar el cambio de nombre de la Biblioteca España, que ha estado cerrada al público durante varios años. En adelante, se llamará Parque Biblioteca Santo Domingo Savio, con la finalidad de reflejar mejor la identidad del barrio en el que se encuentra y devolver a la comunidad su legado histórico.
La concejal Camila Gaviria, en su papel de coordinadora de ponentes, afirmó que esta propuesta respondía a una demanda histórica del barrio. Aclaró que el nombre anterior se originó por la donación de computadoras hecha por el país ibérico. Tras dialogar con la comunidad, incluidos niños y educadores, se concluyó que la biblioteca tendría una mayor identidad si se le asignara el nombre del barrio de la Comuna Uno, en lugar de continuar con la referencia a España, lo que impulsó la iniciativa de cambio.
Sin embargo, el nombre Parque Biblioteca España, fue otorgado en honor a España, cuyo gobierno ayudó a financiar el proyecto a través de la Agencia Española de Cooperación Internacional para el Desarrollo al donar un millón de euros aproximadamente, los equipos de cómputo fueron donados por los reyes de España
Según el corporado Farley Macías, Domenico Savio Gaiato, cuyo nombre de santo es Domingo Savio y que fue canonizado por el papa Pío XII, dio nombre al barrio donde se sitúa la biblioteca. Los habitantes de esta comunidad han demostrado una notable capacidad de adaptación, resistencia y fortaleza, enfrentando las desigualdades del entorno. Por lo tanto, era crucial renombrar este lugar para la comuna, enfatizó.
Santiago Silva, secretario de cultura, indicó que la alcaldía llevó a cabo socializaciones en la comunidad, donde los residentes mostraron su aprobación hacia el cambio, el cual les permitirá recuperar su identidad al renombrar la biblioteca.